# DX Cancri
DX Cancri é uma pequena estrela localizada na constelação de Cancer. Ela é uma estrela variável que tem uma magnitude aparente visual de 14,81, é demasiada fraca para ser vista a olho nu. Para observar esta estrela é necessário um telescópio com um mínimo de abertura de 41 cm. Com base em medições paralaxe, DX Cancri está localizada a uma distância de 11,8 anos-luz (3,6 parsecs) de distância a partir da Terra. Isto faz com que seja uma das estrelas mais próximas do Sol.

## Propriedades
Esta estrela tem uma classificação estelar de M6.5V, sendo identificada na sequência principal como um tipo de estrela conhecida como anã vermelha. Ela tem cerca de 9% da massa do Sol e de 11% do raio solar. A parte exterior da estrela tem uma temperatura efetiva de 2,840 K, dando-lhe o brilho vermelho-laranjo de uma estrela do tipo M. Esta é uma estrela de brilho variável, que tem alterações aleatórias intermitentes no brilho por um aumento de até cinco vezes.